# Jaegwon Kim
Jaegwon Kim (12. září 1934 Tegu – 27. listopadu 2019) byl americký filosof korejského původu a profesor na Brownově univerzitě. Byl jedním z představitelů analytické filosofie, kteří se vrátili k tématům metafyziky, dříve odmítnuté školou logického pozitivismu. Zabýval se také filosofií vědy, filosofií mysli a epistemologií, v níž kritizoval Quineův naturalismus.